# Kesterbrunnen

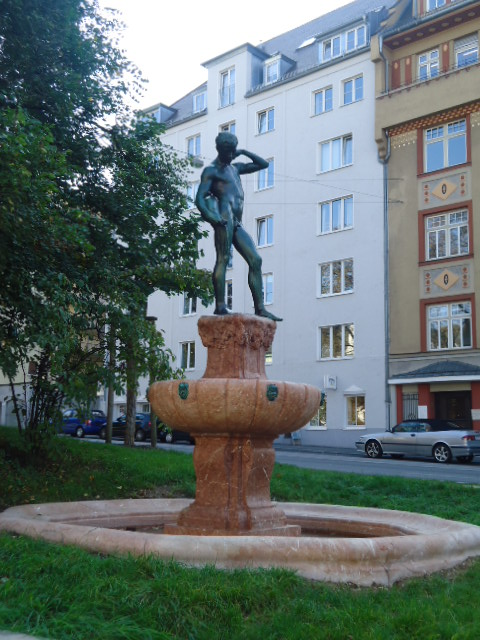
Ansicht des Kesterbrunnens

Der Kesterbrunnen befindet sich in der Innenstadt von Augsburg und ist als Baudenkmal in die Bayerische Denkmalliste eingetragen.

## Geschichte
Die Stadt Augsburg errichtete 1908 den Brunnen südlich des Königsplatzes in einer Grünanlage zwischen der Schießgrabenstraße und der Konrad-Adenauer-Allee etwa auf Höhe der Einmündung in die Hallstraße. Benannt wurde er nach Theodor Kester, einem ehemaligen Magistratsrat, der nach seinem Tode eine großzügige Stiftung hinterlassen hatte.
Im Zweiten Weltkrieg kam der Jüngling, wie viele andere Brunnenfiguren auch, nach Hamburg. Dort sollte er zu Kriegszwecken eingeschmolzen werden. Nach dem Krieg wurde der Jüngling allerdings unversehrt auf einem Schrottplatz entdeckt und 1950 wieder nach Augsburg an seinen angestammten Platz gebracht.

## Erscheinungsbild
Zum Brunnen gehört ein steinernes Brunnenbecken mit einem darin mittig angeordneten Jugendstilpfeiler. Auf diesem Pfeiler steht ein aus Bronze gefertigter Jüngling mit Weinschlauch, aus dem Wasser rinnt. Die Figur stammt von dem Münchner Bildhauer August Pausenberger.
Der Jüngling präsentiert sich vollkommen unverhüllt. Dies war jedoch nicht immer so. Die von der Stadt ausdrücklich gewünschte völlige Nacktheit sorgte schon vor der Aufstellung für Diskussionen in der Öffentlichkeit. Der Bildhauer wollte die Wogen glätten und bedeckte die Lenden daher kurzerhand mit einer Weinrebe. Erst bei der Wiederaufstellung nach dem Zweiten Weltkrieg entfernte man die Weinrebe schließlich.